# لحام بالهيدروجين الذري

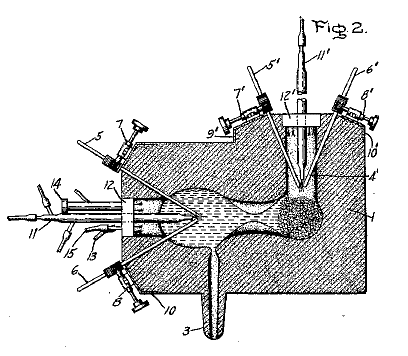

 الحام بالهيدروجين الذري (ويختصر بالإنجليزية: AHW) هو عملية لحام قوسي تستخدم قوسًا بين قطبي تنجستن معدنيين في غطاءٍ جويّ من الهيدروجين. اخترع العالم إرفينغ لانغموير هذه الطريقة أثناء دراسته للهيدروجين الذري. يعمل القوس كهربائي على تكسير جزئيات الهيدروجين بكفاءة، لتتحد لاحقًا مصحوبة بانطلاق كمية هائلة من الحرارة، لتصل درجة الحرارة إلى ما بين 3400 و4000 درجة مئوية. وبدون القوس، ستصل درجة الحرارة الناتجة عن شُعلة مخلوط هيدروجين وأكسجين إلى 2800 درجة مئوية فقط. ويُعد هذا اللهب هو الثالث من حيث درجة الحرارة، وذلك بعد ثنائي سيانو الأسيتلين (بالإنجليزية: dicyanoacetylene)‏ بدرجة حرارة 4987 مئوية، والسيانوجين بدرجة حرارة 4525 مئوية. تصل درجة حرارة شغلة الأسيتيلين إلى 3300 درجة مئوية فقط. يسمى هذا الجهاز أيضًا مُشعل الهيدروجين الذري (بالإنجليزية: atomic hydrogen torch)‏ أو مُشعل لانغموير (بالإنجليزية: Langmuir torch)‏، وتعرف العملية أيضًا باللحام الذري بالقوس (بالإنجليزية: arc-atom welding)‏.
الحرارة المتولدة عن الشعلة تكون كافية للحام التنجستن (3422 درجة مئوية)، وهو أعلى الفلزات الحرارية. ويعمل الهيدروجين كغاز واقي، حيث يمنع الأكسدة والتلوث الناتج عن الكربون والنيتروجين أو الأكسجين، وبالتالي يحمي المعدن الملحوم من ضرر كبير قد يلحق بخواصه.
يتم تحضير القوس بعيدًا عن الأجزاء المراد لحمها. ويكون الهيدروجين في حالته الطبيعية ثنائية الذرات (H2)، وعندما ترتفع درجة الحرارة لأعلى من 600درجة مئوية بالقرب من القوس، تنكسر جزيئات الهيدروجين إلى ذرات، وبالتالي تمتص كمية كبيرة من الحرارة من القوس. وحين تلامس ذرات الهيدروجين سطحًا باردًا (منطقة اللحام على سبيل المثال)، تتجمع الذرات مرة أخرى مطلقة كمية كبيرة من الطاقة ناتجة عن تكون الرابطة مرة أخرى. يمكن التحكم في كمية الطاقة في اللحام بالهيدروجين الذري بسهولة عن طريق تغيير المسافة بين القوس وسطح اللحام. تستبدل هذه العملية باللحام القوسي بالمعدن والغاز بسبب وفرة الغازات الخاملة وانخفاض تكلفتها.
في اللحام بالهيدروجين الذري، ليس من الضروري أن تستخدم مادة مالِئة، ولكن يمكن استخدامها. في هذه العملية، يتم تحضير القوس بعيدًا عن الأجزاء المراد لحامها. وتكون الشغلة المراد لحامها جزءً من الدارة الإلكترونية بالحد الذي يجعلها فقط ملامسةً للقوس، وحينها ينشأ فرق جهد بين الشغلة وكل إلكترود.